# Eurodeaf 2015
Die Endrunde der Fußball-Europameisterschaft der Gehörlosen 2015 war die 8. Austragung des Turniers für Gehörlosenfußball-Nationalmannschaften und wurde vom 14. Juni bis 27. Juni 2015 in Hannover in Deutschland ausgetragen. 16 Nationalmannschaften der Männer und 4 Nationalmannschaften der Frauen sind zunächst in der Gruppenphase und danach im K.-o.-System gegeneinander angetreten.
Europameister wurde zum ersten Mal die Türkei, die im Finale der Fußball-Europameisterschaft 2015 Russland klar mit 4:0 besiegte.
Bei den Frauen wurde Russland, das im Finale Deutschland mit 6:1 deklassierte, Europameister.